# Всемирная выставка (1929)
Всемирная выставка 1929 года (исп. Exposición Internacional de Barcelona, кат. Exposició Internacional de Barcelona) — проходила с 20 мая 1929 по 15 января 1930 года в Барселоне (Испания).
Выставочный ареал был разделён на три части. В нижнем располагались дворец транспорта, здания электро- и текстильной промышленности, испанский благотворительный павильон и противопожарная станция. Чуть выше по склону горы располагались национальные павильоны, включая построенный Л. Мис ван дер Рое павильон Германии, дворец современного искусства, королевский павильон и национальный дворец «Palau Nacional». На высшей плоскости находился спортивный стадион.
Наряду с построенным ареалом площадью 118 гектаров к выставке относился парк размером 82 гектара со спокойными тропинками, террасами, каскадами и садами.